# Listă de comune din județul Călărași
Această listă de comune din județul Călărași cuprinde toate cele 50 comune din județul Călărași în ordine alfabetică.

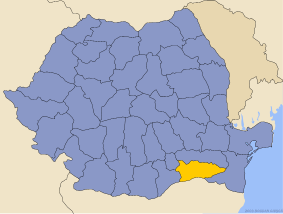
Judeţul Călăraşi

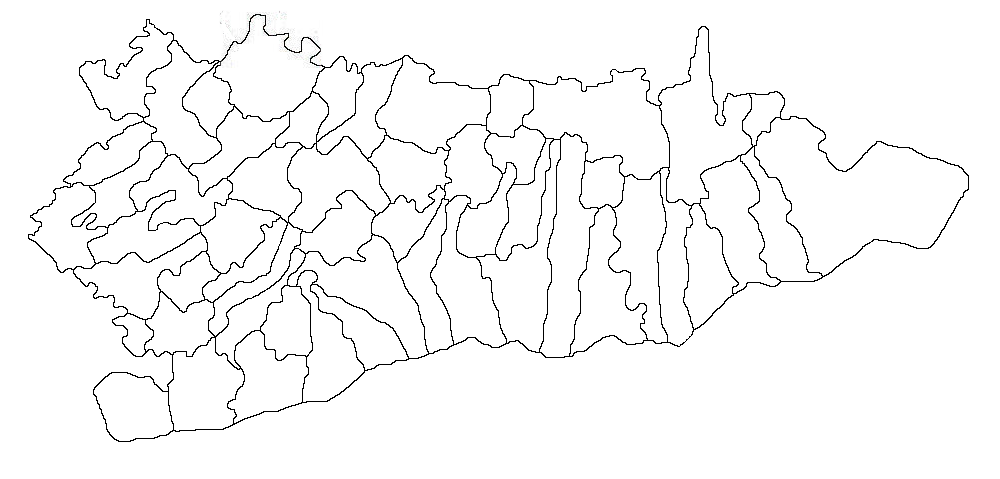
Harta judeţului cu împărţirea administrativ-teritorială pe comune

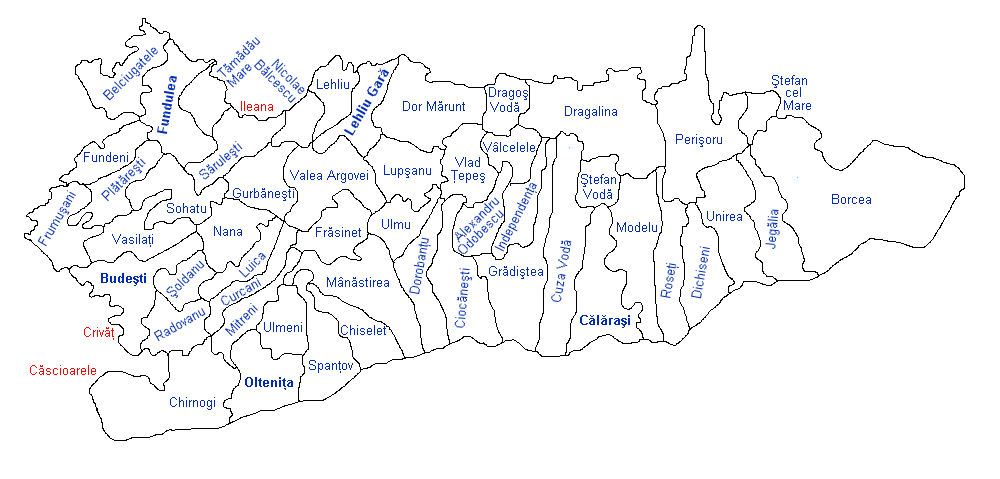
Harta judeţului cu împărţirea administrativ-teritorială pe comune, cu numele acestora

1. Alexandru Odobescu
2. Belciugatele
3. Borcea
4. Căscioarele (dinainte de 1993)
5. Chirnogi
6. Chiselet
7. Ciocănești
8. Crivăț (2006)
9. Curcani
10. Cuza Vodă
11. Dichiseni
12. Dor Mărunt
13. Dorobanțu
14. Dragalina
15. Dragoș Vodă
16. Frăsinet
17. Frumușani
18. Fundeni
19. Gălbinași (2005)
20. Grădiștea
21. Gurbănești
22. Ileana (dinainte de 1993)
23. Independența
24. Jegălia
25. Lehliu
26. Luica
27. Lupșanu
28. Mânăstirea
29. Mitreni
30. Modelu
31. Nana
32. Nicolae Bălcescu
33. Perișoru
34. Plătărești
35. Radovanu
36. Roseți
37. Sărulești
38. Sohatu
39. Spanțov
40. Șoldanu
41. Ștefan cel Mare
42. Ștefan Vodă
43. Tămădău Mare
44. Ulmeni
45. Ulmu
46. Unirea
47. Valea Argovei
48. Vasilați
49. Vâlcelele
50. Vlad Țepeș